# Iman al-Obeidi
Iman al-Obeidi (hay Eman al-Obeidy; tiếng Ả Rập: إيمان العبيدي phát âm [iːˈmæːn lʕʊˈbeːdi]; sinh khoảng năm 1982) là một cựu nghiên cứu sinh luật sau đại học Libya, cô nhận được sự chú ý của truyền thông trên toàn thế giới trong cuộc Nội chiến Libya. Khi cô xông vào khách sạn Rixos ở Tripoli nơi đoàn báo chí quốc tế đang tác nghiệp trình bày về việc quân đội Libya đã đánh đập và hãm hiếp cô. Bản tường trình công khai đã thách thức cả chính phủ Gaddafi, điều mà được xem là cấm kỵ khi bàn luận về tội phạm tình dục ở Libya.
Lực lượng an ninh chính phủ kéo cô khỏi khách sạn và đưa đến một địa điểm không rõ, cưỡng áp các nhà báo cố gắng giúp đỡ cô. Đại diện chính phủ chống chế rằng cô đã say rượu, bị tâm thần, là một gái điếm và tên trộm, tuyên bố cô sẽ bị buộc tội vu khống. Washington Post mô tả cô như một "biểu tượng bất khuất chống lại Gaddafi".
Cô được thả khỏi nhà tù chính phủ sau ba ngày, sau đó thực hiện nhiều cuộc phỏng vấn trên kênh Libya TV — một kênh truyền hình vệ tinh đối lập — và bởi CNN, cô đưa ra các chi tiết đồ họa về vụ cưỡng hiếp và lần bắt giữ bởi chính phủ. Cô trốn khỏi Libya cùng với một sĩ quan đào tẩu, người đã giúp cô vượt qua Tunisia, nguy trang bằng trang phục bộ lạc Berber để che giấu danh tính. Cô lúc đầu được bảo trợ bởi các nhà ngoại giao châu Âu ở Qatar và nộp đơn xin tị nạn ở đó. Nhưng đến đầu tháng 6 năm 2011, Qatar buộc phải trục xuất cô trở lại Libya. Vào ngày 4 tháng 6 năm 2011, cô đã được cấp tị nạn tại Hoa Kỳ với sự giúp đỡ của Hillary Clinton.
Cuối cùng al-Obeidi đã định cư ở Colorado dưới cái tên Eman Ali. Tuy nhiên, sau đó cô đã bị buộc tội với tội danh về bạo lực, bao gồm một vụ tấn công hai khách quen tại một quán bar ở trung tâm thành phố Boulder, Colorado vào tháng 2 năm 2014. Đến tháng 5 năm 2015 cô đã bị kết án tội phạm Cấp độ 4.